# Едрово
Едро́во — село в Валдайском районе Новгородской области России. Административный центр Едровского сельского поселения Валдайского муниципального района. Население села 1166 человек (2010).

## География
Село расположено на Валдайской возвышенности, у озера Едрово, протянувшееся на 4 километра вдоль федеральной автодороги Москва — Санкт-Петербург М10 (E 105), вблизи административной границы Новгородской области с Бологовским районом Тверской области, в 150 км к юго-востоку от Великого Новгорода.
Железнодорожная станция Едрово Октябрьской железной дороги расположена на линии Бологое-Московское — Валдай — Старая Русса — Дно-1

Ж.д. станция Едрово

## Топоним
Название по расположению при озере Едрово.

## История

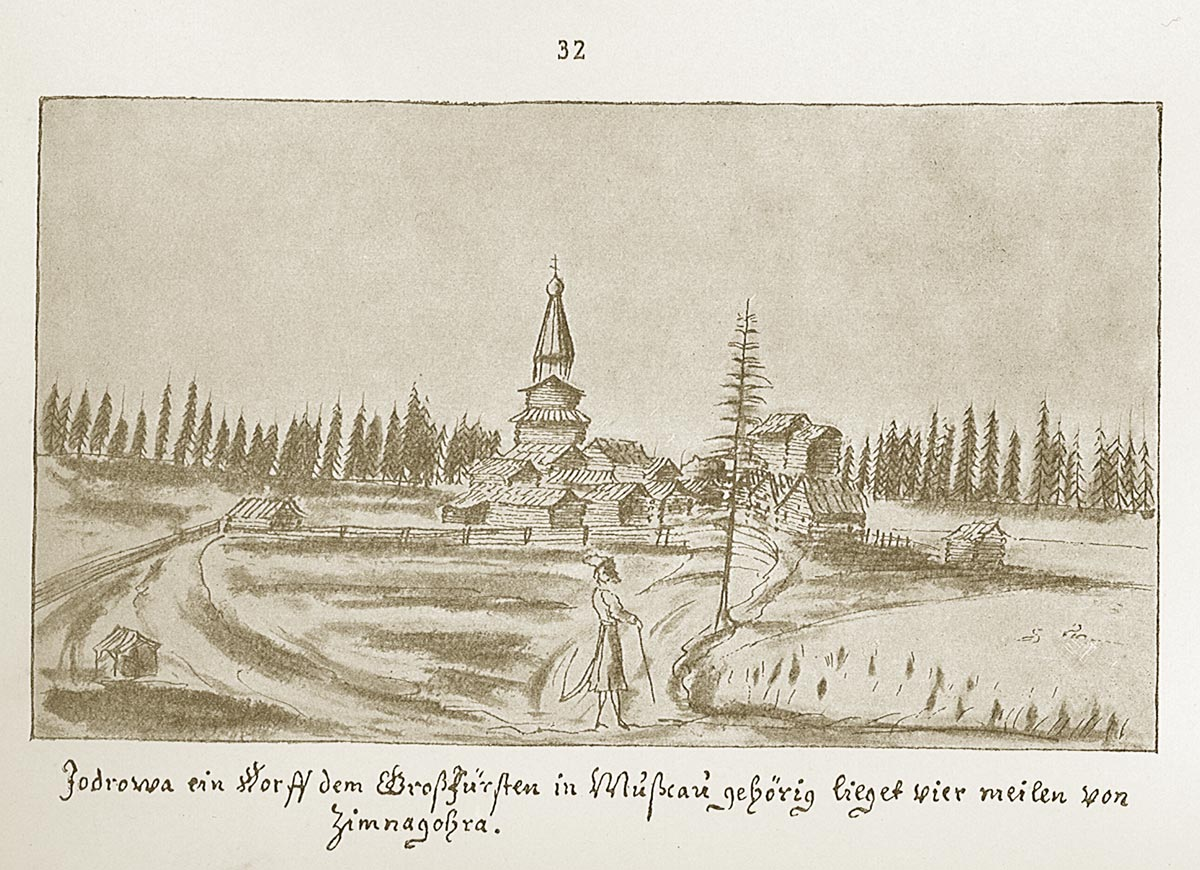
Едрово в 1661 году

Едрово впервые упоминается в 1495 году как деревня на речке Едерке на Бору. В конце XVII века село находилось в распоряжении Иверского монастыря. Через село проходил тракт между Петербургом и Москвой. В селе располагался Едровский заезжий ямской двор. В годы правления Екатерины II для неё в селе построили путевой дворец в виде буквы «Е». Императрица, совершая путешествие между столицами, не раз останавливалась в Едрове. Село упоминается А. Н. Радищевым в «Путешествии из Петербурга в Москву».
Рядом с селом располагался военный аэродром Едрово. В апреле 1938 года, на базе 2 тбабр в составе четырёх эскадрилий ТБ-3 и одной эскадрильи И-15 бис, здесь сформирован 7-й тяжелый бомбардировочный авиационный полк, 15 тбабр.
С 5 ноября 1940 года на аэродроме Едрово сформирована 51-я дальнебомбардировочная авиационная дивизия.
В годы Великой Отечественной войны на ародроме базировались 3-й тяжелый бомбардировочный авиационный полк и 123-й истребительный авиаполк.
В июле 1941 года на аэродром Едрово, Московской авиационной группой особого назначения ГВФ (МАГОН ГВФ) доставлялись боеприпасы.
С 1941 года по 1943 год в селе Едрово располагались 60-й и 62-й эвакуационные приемники, 291-й, 328-й, 564-й, 628-й и 701-й полевые подвижные госпитали, 710-й хирургический военно-полевой госпиталь, 1146-й госпиталь легко раненых, 1500-й, 1588-й, 2313-й, 3024-й и 3528-й эвакуационные госпитали.

## Население
| 2010 |
| ---- |
| 1166 |

## Известные уроженцы села
- Стариков, Николай Антонович (1897—1961) — учёный в области горного дела. Похоронен на местном кладбище.

## Инфраструктура
В селе имеются школа, детский сад, дом культуры, библиотека, ж/д станция, несколько продуктовых магазинов, магазин хозяйственных товаров, магазин автозапчастей.

## Достопримечательности
В центре села находится руинированное здание Путевого дворца Екатерины II и ныне разрушенный храм иконы Божией Матери «Всех Скорбящих Радость» построенный в 1852 году прихожанами Василием Федоровичем Епишкиным с детьми Иваном и Василием.
В 2016 году начались восстановительные работы.

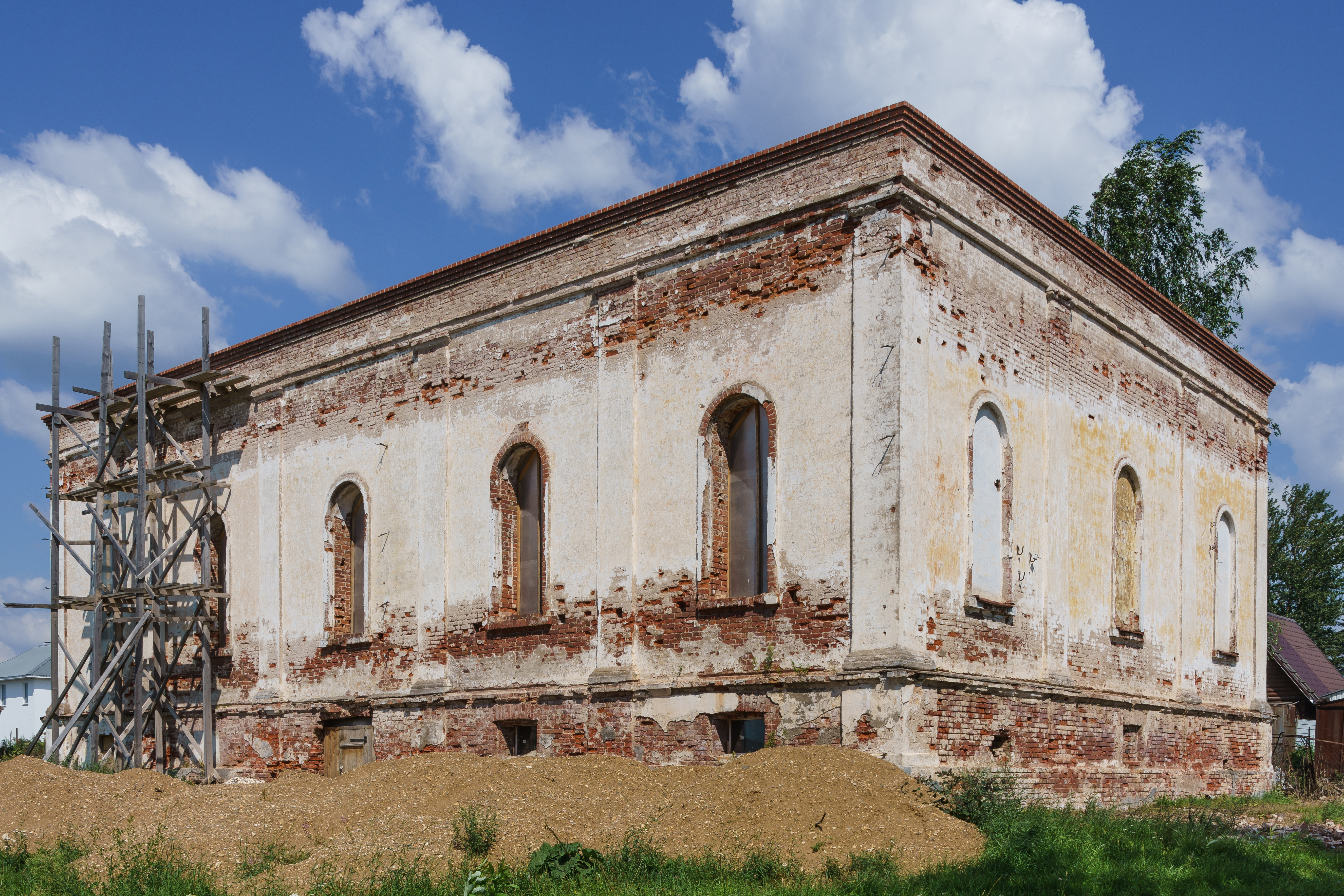
Храм иконы Божией Матери «Всех Скорбящих Радость» в Едрово, современный вид
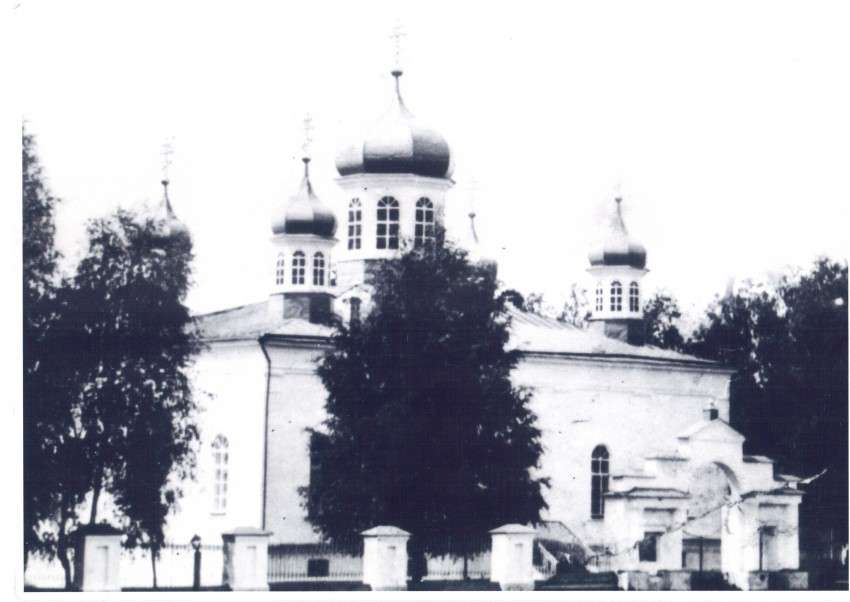
Храм иконы Божией Матери «Всех Скорбящих Радость» в Едрово, исторический вид
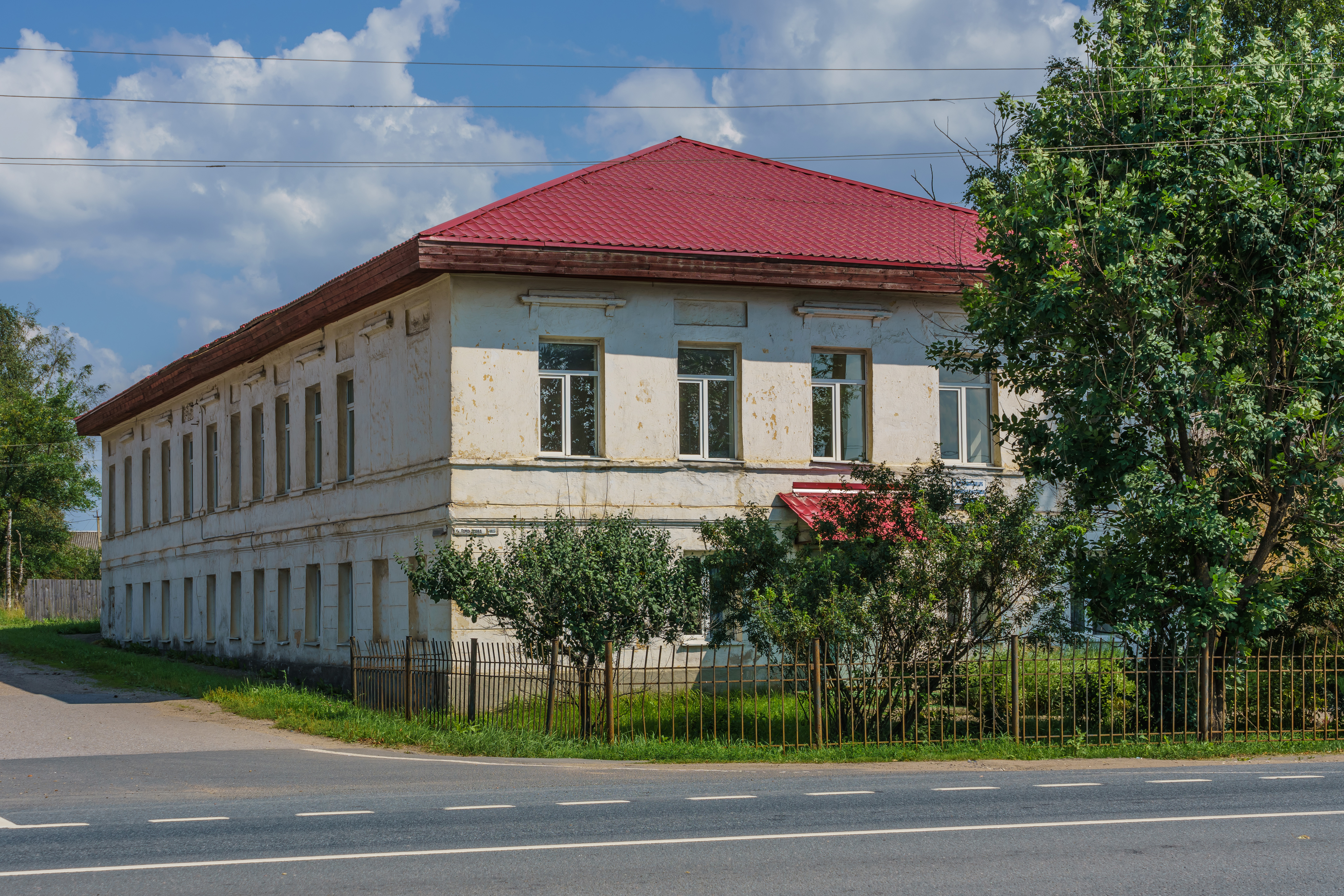
Бывший постоялый двор
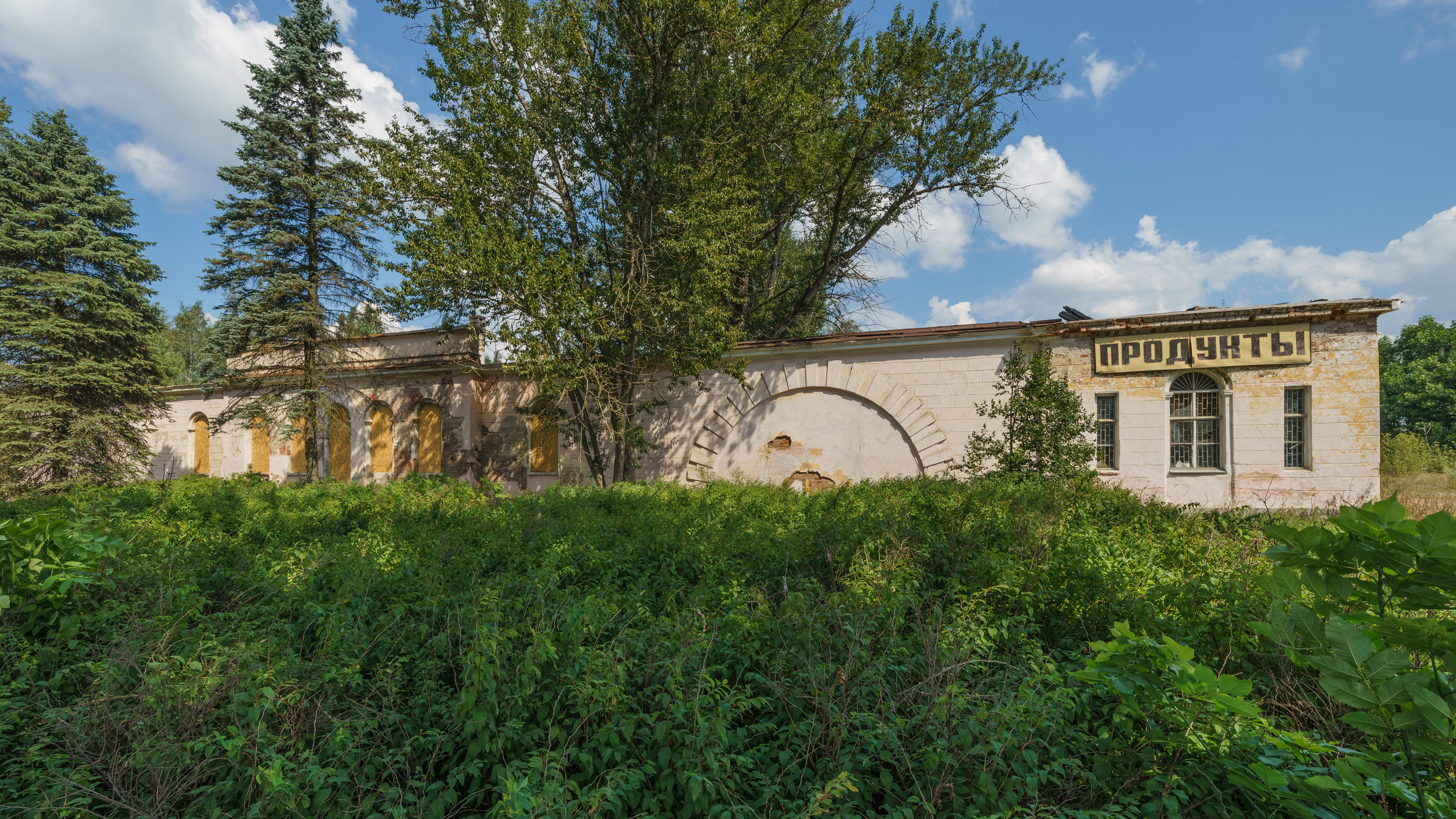
Развалины путевого дворца
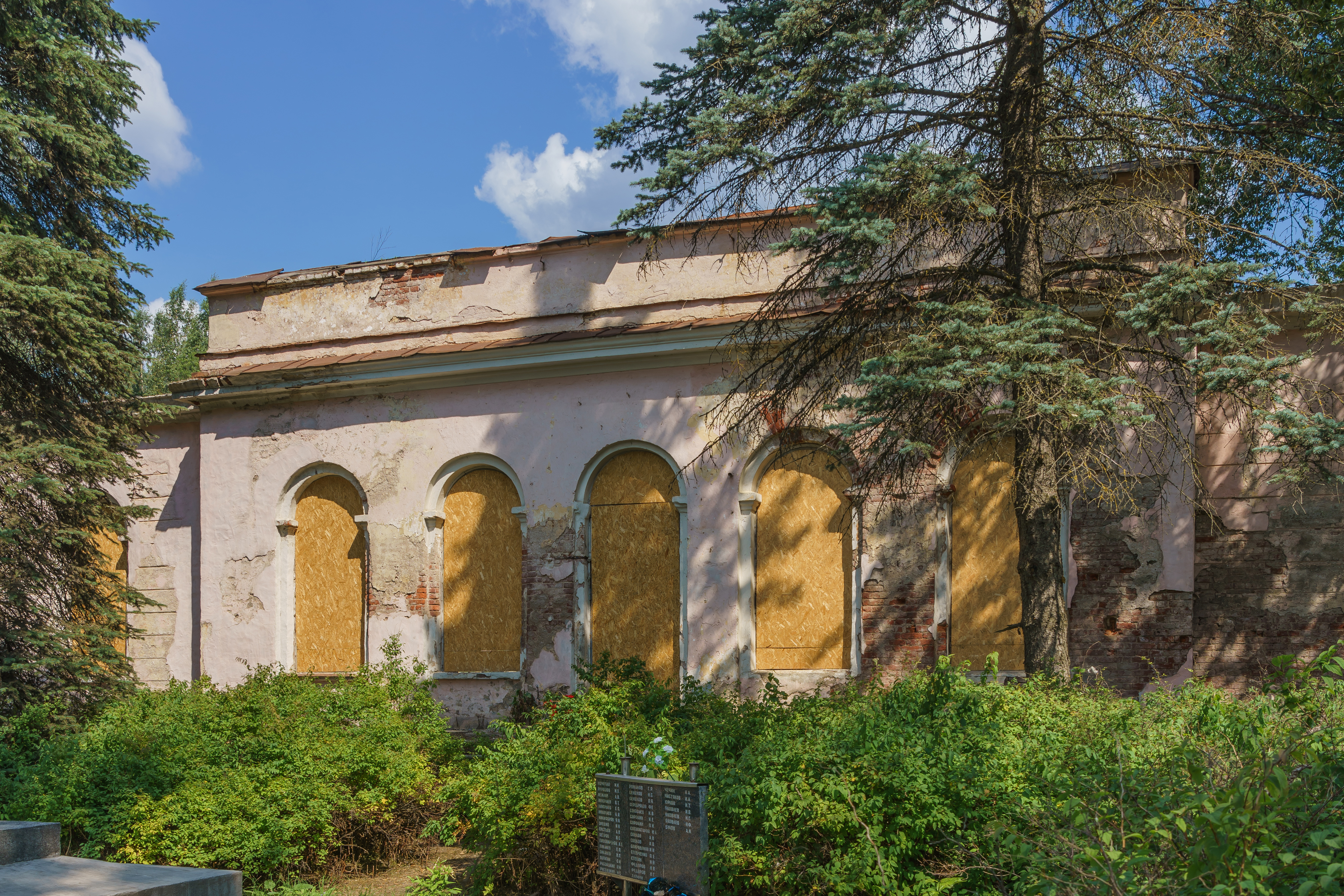
Развалины путевого дворца

## Транспорт
Доступно село автомобильным и железнодорожным транспортом, ранее — и воздушным.

### Топографические карты
- Лист карты O-36-XXII Валдай. Масштаб: 1 : 200 000. Состояние местности на 1983 год. Издание 1988 г.